# 올해의 최석정상
올해의 최석정상은 대한수학회에서 2021년에 만들어 과학기술정보통신부의 후원을 받는 최석정의 이름을 따온 수학상이다.

## 역대 수상자
- 2021년
  - 김재경
  - 임선희
  - 송홍엽
- 2022년 
  - 강명주
  - 엄상일
  - 황형주
- 2023년
  - 김종암
  - 예종철
  - 김상현
- 2024년
  - 신진우
  - 하승열
  - 이기형